# Coupe de la Ligue française de football 1995-1996
Navigation
Coupe de la Ligue française 1994-1995 Coupe de la Ligue française 1996-1997
La Coupe de la ligue de football 1995-1996 est la deuxième édition de la Coupe de la Ligue de football en France. Le détenteur de la Coupe lors de l'édition précédente est le Paris Saint-Germain.

## Déroulement de la compétition
Le club en premier est le club qui joue à domicile.

### Tour préliminaire
23 août 1995
- Valenciennes FC 1 - 0 CS Sedan-Ardennes
- FC Istres 2 - 5 Nîmes Olympique

19 septembre 1995
- AS Beauvais 1 - 0 Nîmes Olympique
- Saint-Brieuc 3 - 2 Valenciennes FC

### Premier tour
Le premier tour a eu lieu le 24 octobre 1995.
- SCO Angers 1 - 0 SAS Épinal
- FC Sochaux 3 - 4 CS Louhans-Cuiseaux
- Le Mans UC 0 - 1 Amiens SC
- FC Mulhouse 3 - 0  Stade Poitevin FC
- USL Dunkerque 1 - 0 ASOA Valence
- Perpignan FC 0 - 1 Olympique de Marseille
- AS Nancy-Lorraine 1 - 1 Stade lavallois (4-3 tirs au but)
- SM Caen 0 - 0 Toulouse FC (4-3 tirs au but)
- LB Châteauroux 2 - 0  FCO Charleville
- Saint-Brieuc 0 - 0 Red Star (6-7 tirs au but)
- FC Lorient 1 - 0 AS Beauvais
- Olympique d'Alès 0 - 1 Chamois niortais FC

### Seizièmes de finale
Les seizièmes de finale voient l'entrée dans la compétition des équipes de première division. À part le match du PSG contre Guingamp, tous les matchs ont eu lieu le 13 décembre. Celui de Guingamp-PSG a eu lieu la veille au soir.
- AJ Auxerre 2 - 0 RC Lens
- Le Havre AC 1 - 0  SC Bastia
- Girondins de Bordeaux 1 - 1 AS Saint-Étienne (4-5 tirs au but)
- Montpellier HSC 0 - 1  FC Nantes
- OGC Nice 2 - 2 AS Monaco (0-2 tirs au but)
- FC Martigues 1 - 2 AS Cannes
- FC Metz 3 - 1 USL Dunkerque
- Amiens SC 1 - 1 RC Strasbourg (1-0 tirs au but)
- Stade rennais FC 2 - 0 CS Louhans-Cuiseaux
- SCO Angers 0 - 3 Olympique lyonnais
- Lille OSC 4 - 1 SM Caen
- FC Gueugnon 2 - 0 AS Nancy-Lorraine
- Olympique de Marseille 2 - 1 LB Châteauroux
- Red Star 4 - 4 FC Lorient (4-3 tirs au but)
- FC Mulhouse 0 - 1  Chamois niortais FC
- EA Guingamp 2 - 1 Paris SG

### Huitièmes de finale
Les matchs ont eu lieu pour la plupart le 6 janvier 1996. Le match entre Monaco et Auxerre a eu lieu le 17 janvier.
- AS Monaco 2 - 0 AJ Auxerre
- Olympique de Marseille 2 - 0 AS Saint-Étienne
- Chamois niortais FC 1 - 0  FC Gueugnon
- Red Star 1 - 2 AS Cannes
- Olympique lyonnais 3 - 1 Amiens SC
- FC Nantes 2 - 3 EA Guingamp
- Stade rennais FC 2 - 4 Le Havre AC
- FC Metz 2 - 0 Lille OSC

### Quarts de finale
Les matchs ont eu lieu le 30 janvier.
- EA Guingamp 1 - 0 Olympique de Marseille
- Olympique lyonnais 1 - 0  AS Monaco
- AS Cannes1 - 0  Le Havre AC
- Chamois niortais FC 0 - 2 FC Metz

### Demi-finales
Les matchs ont eu lieu le 13 février.
- EA Guingamp 1 - 2 FC Metz
- Olympique lyonnais 1 - 0  AS Cannes

### Finale
La finale a eu lieu le 6 avril 1996 au Parc des Princes devant 42 368 spectateurs. Le match s'est achevé sur un score d'égalité et les deux formations ont dû se départager aux tirs au but.
| 6 avril 1996 | FC Metz         | 0-0 a.p. | Olympique lyonnais | Parc des Princes, Paris                                 |
| |                 | |                    | Spectateurs : 39 878 spectateurs Arbitrage : Marc Batta |
| | Rapport         | |                    |                                                         |
| Sylvain Kastendeuch · Philippe Gaillot · Magalhaes Isaias · Robert Pirès · Stéphane Adam · Cyrille Pouget | Tirs au but 5-4 | Stéphane Roche · Éric Assadourian · Florian Maurice · Éric Roy · Pascal Olmeta · Marcelo · |                    |                                                         |
| Jacques Songo'o - Philippe Gaillot, Sylvain Kastendeuch (c), Pascal Pierre, Rigobert Song ( 3e) - Frédéric Arpinon (Magalhaes Isaias 106e ), Jocelyn Blanchard ( 77e), Cyril Serredszum, Robert Pirès - Patrick Mboma (Stéphane Adam 35e ), Cyrille Pouget · Entraîneur : Joël Muller | Équipes         | Pascal Olmeta (c) - Ghislain Anselmini, Jacek Bak, Marcelo, Jean-Luc Sassus - Florent Laville ( 29e), Stéphane Roche, Éric Roy, Sylvain Deplace - Ludovic Giuly (Éric Assadourian 116e ), Florian Maurice ( 44e) · Entraîneur : Guy Stéphan |                    |                                                         |

Le FC Metz gagne donc la seconde édition. L'équipe 1995-96 finit également 4e du championnat.